# Cerco de Uxeloduno
O cerco de Uxeloduno foi uma das últimas batalhas das Guerras Gálicas e foi travado em 51 a.C. no ópido de Uxeloduno. Foi o último grande confronto de Júlio César na Gália e vitória decisiva dos romanos marcou a pacificação da região sob o jugo romano.

## Contexto
Lutério, o chefe dos cadurcos, e Drapes, o chefe dos sênones, se retiraram para a fortaleza elevada de Uxeloduno na esperança de sobreviverem em segurança até o final do mandato do general Júlio César na Gália. O plano dos gauleses aparentemente era recomeçar logo em seguida uma revolta contra os conquistadores romanos. A cidade era fortemente protegida, tanto por sua posição natural, com um rio circundando quase completamente a colina sobre a qual ela havia sido construída, e por suas impressionantes fortificações construídas pelos cadurcos. Além disto, um lado do forte era protegido por um aclive bastante inclinado que praticamente impedia qualquer aproximação por ali. Um cerco nos moldes do cerco de Alésia, um ano antes, seria impossível.
O legado encarregado de Uxeloduno, Caio Canínio Rébilo, ciente de que suas duas legiões estavam ansiosas para repetir as glórias alcançadas por César em Alésia, dividiu suas forças em três acampamentos à volta do forte em locais altos o suficiente para asseguram que qualquer tentativa de escapar do forte teriam grande probabilidade de acabar em fracasso. O plano dele era selar completamente a cidade.

## Trapalhadas gaulesas
Os gauleses, aprisionados em Uxeloduno e cientes do desastre de Alésia (Lutério estava presente), planejaram uma sortida ao cair da noite para buscar comida e provisões. Escalando por cima das muralhas, Lucitério e Drapes deixaram uma guarnição de cerca de 2 000 homens em Uxeloduno e levaram o resto com eles na missão. Alguns gauleses cadurcos nas áreas vizinhas forneceram suprimentos aos rebeldes, mas a maioria foi tomada à força. Na volta, os gauleses tentaram se esgueirar novamente, mas foram avistados pelos batedores de Canínio Rébilo, que imediatamente ordenou que suas legiões se aprontassem para atacar o comboio gaulês. Lucitério, que estava no comando, imediatamente fugiu com seu grupo mais próximo sem informar Drapes. O resultado foi que os gauleses foram totalmente massacrados, com algumas fontes afirmando que cerca de 12 000 gauleses foram mortos.
Canínio Rébilo deixou uma de suas legiões para trás para defender seus três acampamentos e juntou o resto de seus homens para perseguir Drapes, que foi capturado e executado. Seguro de que não haveria reforços chegando para ajudar Uxeloduno por causa dos desastres de Lucitério e Drapes, Rébilo intensificou as obras de cerco à volta da cidade. Logo depois, Caio Fábio, outro dos legados de César na Gália, encarregado de subjugar os sênones, chegou nas imediações depois de ter vencido a Batalha do Loire com 25 coortes (o equivalente a duas legiões e meia). Com estes reforços, os romanos tinham homens suficientes para cercar completamente a cidade com obras de cerco.

## Chegada de Júlio César

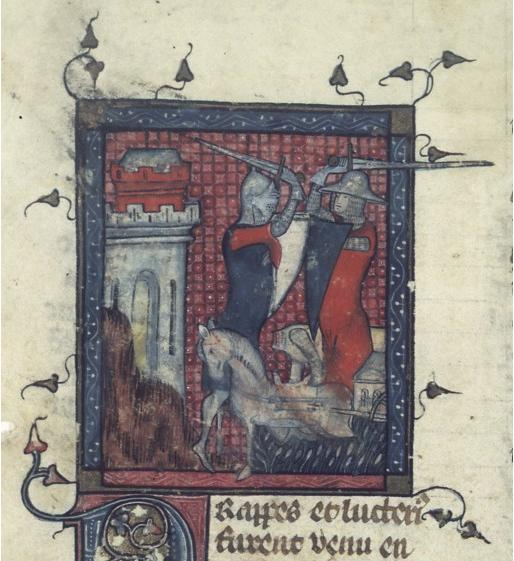
Iluminura medieval do cerco de Uxeloduno.

Enquanto isto, Júlio César estava no território dos belgas e foi informado por um mensageiro sobre a revolta dos cadurcos e sênones. Determinado a assegurar que não haveria mais revoltas na Gália depois do seu mandato como governador, César partiu imediatamente para Uxeloduno com sua cavalaria, deixando para trás suas legiões, mesmo sabendo que seus legados tinham a situação sob controle. De fato, César chegou tão rápido à região que deixou Rébilo e Fábio surpresos.
Depois de analisar a situação, César concluiu que a cidade não poderia ser tomada à força, o que era um problema, pois desertores da cidade haviam informado os romanos que os gauleses contavam com um amplo estoque de comida mesmo contando com a perda do comboio de Lucitério e Drapes. César decidiu então atacar o suprimento de água da cidade. O terreno onde estava o forte tornava impossível desviar o rio em qualquer ponto perto de Uxeloduno, pois a água corria quase que diretamente montanha para o vale abaixo, sem espaço para construção de canais. Porém, César notou a dificuldade que os gauleses tinham para coletar a água, escalando um inclinado aclive para alcançar a margem do rio. Para impedir que o trabalho continuasse, César posicionou arqueiros e uma balista perto do rio.
Mais problemático para César, era a segunda fonte de água que corria diretamente da montanha para a muralha do forte. Parecia praticamente impossível impedir o acesso dos gauleses a ela, pois o terreno era muito escarpado e seria praticamente impossível capturar o local à força. Mas não demorou muito para que os romanos descobrissem a localização da fonte da água. Sabendo onde ela ficava, César ordenou que seus engenheiros construíssem uma rampa de terra e rochas que suportasse uma torre de cerco de dez andares, que ele então passou a utilizar para bombardear essa fonte. Enquanto isto, ele ordenou que outro grupo construísse um túnel que levasse diretamente até lá.

## Batalha
Os gauleses caíram na distração de César: os gauleses atacaram imediatamente a torre e conseguiram atear fogo nela, mantendo-a a partir daí sob constante ataque de projéteis para impedir que os romanos conseguissem apagar o fogo. César enviou uma força para atacar rampa acima, cuja pouca largura garantia um confronto sangrento. Depois de algum tempo, ele ordenou que suas legiões à volta do acampamento gaulês iniciassem seus gritos de guerra, fazendo com que os gauleses acreditassem que um assalto direto às muralhas estava para ocorrer. Como resultado, eles se retiraram do combate na rampa e seguiram para suas muralhas para proteger a cidade.
Nesse ínterim, o segundo grupo de escavadores conseguiu terminar o túnel até a fonte e desviou seu curso, privando os gauleses de seu último acesso a água potável. Sem condições de resistir, os gauleses se renderam.

## Eventos posteriores e punições
César aceitou a rendição gaulesa. Porém, ele decidiu assegurar que esta seria a última revolta gaulesa dando um duro exemplo. Ele preferiu não executar e nem vender os sobreviventes como escravos, como vinha sendo o costume até então. Ao invés disto, ele cortou as duas mãos de todos os homens em idade militar, sem matá-los. Depois, ordenou que os pobres miseráveis fossem dispersados por toda a província para que todos vissem que eles jamais pegariam em armas novamente contra a República Romana.
Depois de lidar com os rebeldes, César assumiu o comando de duas das legiões e marchou para passar o verão na Gália Aquitânia, que ele ainda não havia visitado. Ele passou rapidamente por Narbo Márcio, na Gália Narbonense, e marchou através de Nementocena. Considerando os gauleses suficientemente pacificados, dado que nenhuma outra revolta irrompeu, César assumiu o comando da Legio XIII Gemina e marchou para a Itália. Com ela ele famosamente atravessou o Rubicão e deu início à guerra civil em 17 de dezembro de 50 a.C.